# Herminia bicolor
Herminia bicolor là một loài bướm đêm trong họ Noctuidae.